# قطعنامه ۹۸۵ شورای امنیت
قطعنامه  ۹۸۵ شورای امنیت سازمان ملل متحد که در تاریخ ۱۳ آوریل ۱۹۹۵ تصویب شد، سندی بین‌المللی دربارهٔ لیبریا است. این قطعنامه طی نشست ۳۵۱۷ام با ۱۵ رای موافق، ۰ مخالف و ۰ ممتنع تصویب شد.